# Prospero Colonna (cardeal)
Prospero Colonna (Roma, c. 1410 - Roma, 24 de Março de 1463) foi um cardeal-sobrinho do Papa Martinho V (Odo Colonna), cuja eleição fez terminar o Cisma do Ocidente.

## Biografia
Colonna nasceu por volta de 1410, sendo o quinto filho do conde Lorenzo Onofrio Colonna e de Sveva Caetani, do signori de Sermoneta. Colonna foi um notário apostólico e, aos 11 anos, foi cónego da Catedral de Liège (1421), perdendo o título, mas recuperando-o em 1426.
Colonna foi também o arcediago de Cantuária de junho de 1424 a dezembro de 1434, nomeado por Martinho V, seu tio. Recebeu as receitas correntes eclesiásticas na Inglaterra, incluindo a prebenda de Laughton, Iorque, num valor estimado de 33₤ por ano, numa questão de disputa entre Colonna e Thomas Chapman, bem como com o sucessor de Chapman, John Lax. Colonna adquiriu outros benefícios em Inglaterra num momento em que o direito de o papa nomear bispos ingleses era uma questão controversa.
Colonna foi criado cardeal-diácono in pectore em 24 de maio de 1426, apesar da sua elevação não ser publicada senão em 8 de novembro de 1430. Após a morte de seu tio, Prospero juntou-se ao resto da família Colonna em rebelião contra o sucessor de Martinho V, o Papa Eugénio IV, que passou a privar o cardeal de todos os seus benefícios. Colonna, com a ajuda de seus parentes, levou a maior parte do tesouro papal, e foi excomungado por Eugénio IV.
Como as forças dos Colonna se juntaram às da família Savelli e ao Reino de Nápoles, Colonna escapou para fora da cidade à noite para se juntar às forças rebeldes. Em 22 de maio, em Paliano, Colonna recebeu o comando da guarnição do Duque de Calábria, Luís III de Nápoles, que comandava as tropas napolitanas fora dos muros de Roma. As forças entraram na cidade em 30 de maio, mas foram rechaçadas pelos esforços da família Orsini e de Girolamo Riario.
Cardeal protodiácono em setembro de 1437. Camerlengo do Sagrado Colégio dos Cardeais para o ano de 1439. Ele estava muito interessado em arqueologia e em 1446, tentou sem sucesso reflutuar as naves afundadas no lago de Nemi. Colonna foi o papabile líder no conclave de 1447, recebendo 10 votos em primeiro escrutínio (apenas a dois da maioria absoluta necessária), e continuou a receber 10 nos três primeiros dias de votação. Colonna teve o apoio dos cardeais franceses e daqueles que ficaram impressionados com a influência que ele tinha com várias das cidades-estado italianas, mas não teve o apoio do público romano, devido à reputação de violência extrajudicial. Domenico Capranica em vão falou em favor de Colonna, referindo-se a ele como "Mansuetto agnello" (manso como um cordeiro). O Papa Nicolau V, o candidato escolhido em última instância, reintegrou todos os benefícios de Colonna. Como protodiácono, foi Colonna quem anunciou a eleição do novo Papa e o coroou. Ele seguiu o papa até Spoleto em 1449 devido à peste; ele retornou em 13 de junho via Montefalco. Acompanhou o Imperador Frederico até a fronteira dos Estados da Igreja em sua viagem de Roma a Nápoles em 24 de março de 1452.
Colonna ainda coroou mais dois papas, Calisto III e Papa Pio II. Apesar de ter sido o candidato do duque de Milão no conclave de 1458, deu o voto definitivo que elegeu o Papa Pio II, afirmando: "Eu também voto para o Cardeal de Siena se tornar papa". Colonna anos antes mudara o seu voto de Piccolomini por Accessus após os cardeais Guillaume d'Estouteville e Basilios Bessarion tentarem tirá-lo da sala pela força. O cardeal acompanhou o papa a Mântua em 1459 e compareceu ao Congresso de Mântua em 1460. Ele referendou uma bula papal em Siena em 18 de abril de 1459 e no mês seguinte, com o Cardeal Bessarion, Colonna ordenou a introdução da causa de Santa Catarina de Siena. Arcipreste da basílica patriarcal de Latrão. Também foi um protetor de humanistas, como Leone Battista Alberti, e possuía uma grande e rica biblioteca.
Cardeal Colonna morreu no dia 24 de março de 1463 e foi enterrado na Basílica dos Doze Santos Apóstolos, em Roma.

## Conclaves
- Conclave de 1431 - participou da eleição do Papa Eugênio IV
- Conclave de 1447 - participou da eleição do Papa Nicolau V
- Conclave de 1455 - participou da eleição do Papa Calisto III
- Conclave de 1458 - participou da eleição do Papa Pio II